# Агирре, Эльса
Эльса Ирма Агирре Хуарес (исп. Elsa Irma Aguirre Juárez; род. 25 сентября 1930) — мексиканская актриса.

## Биография
Родилась 25 сентября 1930 года.
В начале своей карьеры она была замечена на конкурсе красоты, проводимом кинокомпанией под названием «CLASA Films Mundiales», которая искала новые таланты. Таким образом, она и её сестра были выбраны для съёмок в их первом фильме под названием «El sexo fuerte» режиссёра Эмилио Гомеса Муриэля. С тех пор Эльса Агирре снялась во многих фильмах, таких как драма, мелодрама, боевик и фантастика.
Один из её самых популярных фильмов — «Альго флотилия собре эль Агуа» режиссера Альфредо Б. Кревенны. Эльса вдохновила Сакариаса Гомеса Уркису и Мануэля Эсперона на песню под названием «Flor de azalea». Агирре появлялась в театре, телесериалах и пела в концертах.